# Orosz labdarúgó-bajnokság (első osztály)
Az orosz labdarúgó-bajnokság első osztálya (oroszul: Российская футбольная Премьер-Лига, magyar átírásban: Rosszijszkaja futbolnaja Premjer-Liga) a legmagasabb szintű labdarúgó-bajnokság Oroszországban, jelenleg 16 csapat részvételével zajlik. A bajnokság végén két csapat esik ki a másodosztályba és két csapat jut fel onnan az élvonalba,
A korábbi első osztályú bajnokságot 2001-ben váltotta fel a Premjer-Liga, amely nagyobb arányban biztosított függetlenséget a ligát felügyelő szervezettől az élvonalbeli labdarúgó-egyesületek számára.

## Története
1992-ben a Szovjetunió felbomlása után minden korábbi szovjet köztársaság saját, független nemzeti bajnokságot indított. Az első orosz labdarúgó-bajnokságot a 6 szovjet élvonalbeli (CSZKA Moszkva, Szpartak Moszkva, Torpedo Moszkva, Gyinamo Moszkva, Szpartak Vlagyikavkaz és a Lokomotyiv Moszkva) és a legjobb 14 szovjet másodosztályú orosz egyesület részvételével szervezték meg. Annak érdekében, hogy a mérkőzések számát csökkentsék, a 20 csapatot két csoportba osztották. A két csoport első négy helyezettje került a felsőházi, oda-visszavágós, körmérkőzéses rendszerű rájátszásba. Az első orosz első osztályú bajnokságot a Szpartak Moszkva nyerte.
1993-ban előbb 18, egy évvel később 16 csapatosra csökkentették az orosz élvonal mezőnyét, és azóta egy rövid, kétéves kitérő (1996-ban és 1997-ben 18 csapattal szervezték meg az élvonalbeli bajnokságot) kivételével továbbra is 16 csapattal rendezik meg.
Az orosz élvonalbeli labdarúgó-bajnokság első tíz évében a Szpartak Moszkva dominanciája figyelhető meg, hiszen a tíz megszerezhető bajnoki címből kilencet a fővárosi alakulat gyűjtött be. 1995-ben a Szpartak Alanyija Vlagyikavkaz törte meg a Szpartak egyeduralmát, 2002 és 2006 között a Lokomotyiv Moszkva és a CSZKA Moszkva váltogatták egymást a dobogó felső fokán, míg 2007-ben a Zenyit Szankt-Petyerburg szerezte meg történelme első orosz bajnoki címét.

## A bajnokság rendszere
Minden csapat kétszer játszik a bajnokság többi egyesületével hazai-idegenbeli rendszerben, összesen 30 mérkőzést. A győzelmekért három, a döntetlenekért egy, míg a vereségekért nulla pont jár. Ha két csapat azonos pontszámot gyűjtött, úgy rangsorolásuk a győzelmek száma, a gólkülönbség és további szempontok alapján történik. Amennyiben az első helyen két csapat azonos pontszámmal végez, úgy rangsorolásuk a győzelmek száma és az egymás elleni eredményeik alapján történik. Amennyiben mind a győzelmek száma, mind az egymás elleni eredményük azonos, úgy a bajnoki címért rájátszás kerül kiírásra.
Az európai kupák 2008–2009-es kiírása alapján a bajnokság első két helyezett csapata a Bajnokok Ligája csoportkörében, a bronzérmes a Bajnokok Ligája harmadik selejtezőkörében, az orosz kupa-győztes, a 4. és 5. helyezett csapat pedig az UEFA-kupában indulhat.
A bajnokság utolsó két helyén végzett csapata a másodosztályba esik ki.
Az európai labdarúgó-bajnokságok megszokott rendszerétől eltérően az orosz bajnokságok küzdelmeit kora tavasztól késő őszig rendezik meg, tekintettel a zord orosz téli időjárásra.

## Korábbi bajnokok és gólkirályok
| Szezon                                           | Bajnok                         | Ezüstérmes               | Bronzérmes               | Gólkirály(ok)                                                                                     |
| ------------------------------------------------ | ------------------------------ | ------------------------ | ------------------------ | ------------------------------------------------------------------------------------------------- |
| 1992*                                            | Szpartak Moszkva               | Szpartak Vlagyikavkaz    | Gyinamo Moszkva          | Veli Kasumov (Gyinamo Moszkva, 16 gól)                                                            |
| 1993*                                            | Szpartak Moszkva (2)           | Rotor Volgográd          | Gyinamo Moszkva          | Viktor Pancsenko (KAMAZ, 21 gól)                                                                  |
| 1994*                                            | Szpartak Moszkva (3)           | Gyinamo Moszkva          | Lokomotyiv Moszkva       | Igor Szimutyenkov (Gyinamo Moszkva, 21 gól)                                                       |
| 1995*                                            | Szpartak-Alanyija Vlagyikavkaz | Lokomotyiv Moszkva       | Szpartak Moszkva         | Oleg Veretyennyikov (Rotor Volgográd, 25 gól)                                                     |
| 1996*                                            | Szpartak Moszkva (4)           | Alanyija Vlagyikavkaz    | Rotor Volgográd          | Alekszandr Maszlov (Rosztszelmas Rosztov, 23 goals)                                               |
| 1997*                                            | Szpartak Moszkva (5)           | Rotor Volgográd          | Gyinamo Moszkva          | Oleg Veretyennyikov (Rotor Volgográd, 22 gól)                                                     |
| 1998**                                           | Szpartak Moszkva (6)           | CSZKA Moszkva            | Lokomotyiv Moszkva       | Oleg Veretyennyikov (Rotor Volgográd, 22 gól)                                                     |
| 1999**                                           | Szpartak Moszkva (7)           | Lokomotyiv Moszkva       | CSZKA Moszkva            | Georgi Demetradze (Alanyija Vlagyikavkaz, 21 gól)                                                 |
| 2000**                                           | Szpartak Moszkva (8)           | Lokomotyiv Moszkva       | Torpedo Moszkva          | Dmitrij Loszkov (Lokomotyiv Moszkva, 15 gól)                                                      |
| 2001**                                           | Szpartak Moszkva (9)           | Lokomotyiv Moszkva       | Zenyit Szankt-Petyerburg | Dmitrij Vjazmikin (Torpedo Moszkva, 18 gól)                                                       |
| 2002                                             | Lokomotyiv Moszkva             | CSZKA Moszkva            | Szpartak Moszkva         | Rolan Guszev (CSZKA Moszkva, 15 gól) Dmitrij Kiricsenko (CSZKA Moszkva, 15 gól)                   |
| 2003                                             | CSZKA Moszkva                  | Zenyit Szankt-Petyerburg | Rubin Kazany             | Dmitrij Loszkov (Lokomotyiv Moszkva, 14 gól)                                                      |
| 2004                                             | Lokomotyiv Moszkva (2)         | CSZKA Moszkva            | Krilja Szovetov Szamara  | Alekszandr Kerzsakov (Zenyit, 18 gól)                                                             |
| 2005                                             | CSZKA Moszkva (2)              | Szpartak Moszkva         | Lokomotyiv Moszkva       | Dmitrij Kiricsenko (Moszkva, 14 gól)                                                              |
| 2006                                             | CSZKA Moszkva (3)              | Szpartak Moszkva         | Lokomotyiv Moszkva       | Roman Pavljucsenko (Szpartak Moszkva, 18 gól)                                                     |
| 2007                                             | Zenyit Szankt-Petyerburg       | Szpartak Moszkva         | CSZKA Moszkva            | Roman Pavljucsenko (Szpartak Moszkva, 14 gól) Roman Adamov (Moszkva, 14 gól)                      |
| 2008                                             | Rubin Kazany                   | CSZKA Moszkva            | Gyinamo Moszkva          | Vágner Love (CSZKA Moszkva, 20 gól)                                                               |
| 2009                                             | Rubin Kazany (2)               | Szpartak Moszkva         | Zenyit Szankt-Petyerburg | Welliton (Szpartak Moszkva, 21 gól)                                                               |
| 2010                                             | Zenyit Szankt-Petyerburg (2)   | CSZKA Moszkva            | Rubin Kazany             | Welliton (Szpartak Moszkva, 19 gól)                                                               |
| 2011–2012                                        | Zenyit Szankt-Petyerburg (3)   | CSZKA Moszkva            | Gyinamo Moszkva          | Seydou Doumbia (CSZKA Moszkva, 24 gól)                                                            |
| 2012–2013                                        | CSZKA Moszkva (4)              | Zenyit Szankt-Petyerburg | Anzsi Mahacskala         | Yura Movsisyan (Szpartak Moszkva/FK Krasznodar 13 gól) Wánderson do Carmo (FK Krasznodar, 13 gól) |
| 2013–2014                                        | CSZKA Moszkva (5)              | Zenyit Szankt-Petyerburg | Lokomotyiv Moszkva       | Seydou Doumbia (CSZKA Moszkva, 18 gól)                                                            |
| 2014–2015                                        | Zenyit Szankt-Petyerburg       | CSZKA Moszkva            | Krasznodar               | Hulk (Zenyit Szankt-Petyerburg) 15 gól)                                                           |
| 2015–2016                                        | CSZKA Moszkva                  | FK Rosztov               | Zenyit Szankt-Petyerburg | Fjedor Szmolov (FK Krasznodar) 20 gól)                                                            |
| 2016–2017                                        | Szpartak Moszkva               | CSZKA Moszkva            | Zenyit Szankt-Petyerburg | Fjedor Szmolov (FK Krasznodar) 18 gól)                                                            |
| 2017–2018                                        | Lokomotyiv Moszkva             | CSZKA Moszkva            | Szpartak Moszkva         | Quincy Promes (FK Szpartak Moszkva) 15 gól)                                                       |
| 2018–2019                                        | Zenyit Szankt-Petyerburg       | Lokomotyiv Moszkva       | FK Krasznodar            | Fjodor Csalov (PFK CSZKA Moszkva) 15 gól)                                                         |
| 2019–2020                                        | Zenyit Szankt-Petyerburg       | Lokomotyiv Moszkva       | FK Krasznodar            | Szardar Azmun (Zenyit Szankt-Petyerburg, 17 gól) Artyom Dzjuba (Zenyit Szankt-Petyerburg, 17 gól) |
| 2020–2021                                        | Zenyit Szankt-Petyerburg       | Szpartak Moszkva         | Lokomotyiv Moszkva       | Artyom Dzjuba (Zenyit Szankt-Petyerburg, 20 gól)                                                  |
| 2021–2022                                        | Zenyit Szankt-Petyerburg       | Szocsi                   | Gyinamo Moszkva          | Gamid Agalarov (Ufa, 19 gól)                                                                      |
| 2022–2023                                        | Zenyit Szankt-Petyerburg       | CSZKA Moszkva            | Szpartak Moszkva         | Malcom (Zenyit Szankt-Petyerburg, 23 gól)                                                         |
| * Viszsaja Liga néven ** Viszsij gyivizion néven |                                |                          |                          |                                                                                                   |

## Örökmérleg
A 2009-es szezon utáni állapotnak megfelelően
| Hely | Egyesület1                       | Szezonok száma | Legutolsó élvonalbeli szezon | M²  | Gy  | D   | V   | Gk       | P³ 4 5 |
| ---- | -------------------------------- | -------------- | ---------------------------- | --- | --- | --- | --- | -------- | ------ |
| 1    | Szpartak Moszkva                 | 18             |                              | 549 | 315 | 136 | 98  | 1080-552 | 1081   |
| 2    | Lokomotyiv Moszkva               | 18             |                              | 549 | 280 | 152 | 117 | 835-497  | 992    |
| 3    | CSZKA Moszkva                    | 18             |                              | 549 | 272 | 132 | 145 | 862-544  | 948    |
| 4    | Gyinamo Moszkva                  | 18             |                              | 548 | 230 | 156 | 162 | 776-630  | 846    |
| 5    | Zenyit Szankt-Petyerburg         | 15             |                              | 458 | 198 | 132 | 128 | 654-494  | 726    |
| 6    | Krilja Szovetov Szamara          | 18             |                              | 552 | 186 | 146 | 220 | 621-710  | 704    |
| 7    | Torpedo Moszkva                  | 15             | 2006                         | 462 | 182 | 131 | 149 | 597-553  | 677    |
| 8    | Alanyija Vlagyikavkaz            | 14             |                              | 429 | 168 | 93  | 168 | 579-569  | 597    |
| 9    | Rotor Volgográd                  | 13             | 2004                         | 402 | 151 | 109 | 142 | 562-506  | 562    |
| 10   | FK Rosztov                       | 16             |                              | 488 | 129 | 150 | 209 | 512-684  | 537    |
| 11   | Szaturn Moszkovszkaja Oblaszty   | 11             |                              | 330 | 112 | 111 | 107 | 369-341  | 447    |
| 12   | FK Moszkva                       | 9              | 2009                         | 270 | 92  | 83  | 95  | 295-311  | 359    |
| 13   | Rubin Kazany                     | 7              |                              | 210 | 96  | 53  | 61  | 301-214  | 341    |
| 14   | Sinnyik Jaroszlavl               | 9              | 2008                         | 304 | 85  | 86  | 133 | 294-403  | 341    |
| 15   | Csernomorec Novorosszijszk       | 8              | 2003                         | 248 | 74  | 65  | 109 | 274-357  | 287    |
| 16   | Lokomotyiv Nyizsnyij Novgorod    | 8              | 2000                         | 248 | 68  | 63  | 117 | 233-356  | 267    |
| 17   | Zsemcsuzsina Szocsi              | 7              | 1999                         | 222 | 61  | 57  | 104 | 263-390  | 240    |
| 18   | Amkar Perm                       | 6              |                              | 180 | 53  | 64  | 63  | 163-201  | 223    |
| 19   | Uralmas Jekatyerinburg           | 5              | 1996                         | 158 | 57  | 33  | 68  | 215-241  | 204    |
| 20   | Energija-Teksztilscsik Kamisin   | 5              | 1996                         | 158 | 53  | 43  | 62  | 172-177  | 202    |
| 21   | Tom Tomszk                       | 5              |                              | 150 | 46  | 45  | 59  | 154-179  | 183    |
| 22   | KAMAZ-Csalli Naberezsnije Cselni | 5              | 1997                         | 162 | 51  | 32  | 79  | 198-253  | 179    |
| 23   | Uralan Eliszta                   | 5              | 2003                         | 150 | 36  | 39  | 75  | 138-225  | 147    |
| 24   | Szpartak-Nalcsik                 | 4              |                              | 120 | 35  | 36  | 49  | 128-142  | 141    |
| 25   | Lucs-Energija Vlagyivosztok      | 4              | 2008                         | 124 | 34  | 32  | 58  | 116-187  | 134    |
| 26   | Baltika Kalinyingrád             | 3              | 1998                         | 98  | 30  | 37  | 31  | 114-111  | 127    |
| 27   | Fakel Voronyezs                  | 4              | 2001                         | 124 | 31  | 29  | 64  | 101-175  | 122    |
| 28   | Anzsi Mahacskala                 | 3              |                              | 90  | 27  | 28  | 35  | 94-108   | 109    |
| 29   | Kubány Krasznodar                | 4              | 2009                         | 120 | 23  | 40  | 57  | 100-184  | 109    |
| 30   | Gyinamo Sztavropol               | 3              | 1994                         | 94  | 27  | 23  | 44  | 94-125   | 104    |
| 31   | Tyumeny                          | 5              | 1998                         | 154 | 25  | 26  | 103 | 116-326  | 101    |
| 32   | Ahmat Groznij                    | 3              |                              | 90  | 23  | 19  | 48  | 81-140   | 82     |
| 33   | Okean Nahodka                    | 2              | 1993                         | 64  | 22  | 14  | 28  | 65-83    | 80     |
| 34   | Himki                            | 3              | 2009                         | 90  | 17  | 23  | 50  | 86-151   | 74     |
| 35   | Aszmaral Moszkva                 | 2              | 1993                         | 60  | 19  | 11  | 30  | 74-102   | 68     |
| 36   | Szokol Szaratov                  | 2              | 2002                         | 60  | 17  | 13  | 30  | 55-87    | 64     |
| 37   | Lada Togliatti                   | 2              | 1996                         | 64  | 10  | 16  | 38  | 42-105   | 46     |
| 38   | Szibir Novoszibirszk             | 0              |                              | 0   | 0   | 0   | 0   | 0-0      |        |

1. Minden egyesületet az utolsó bajnoki szezonjában használt nevén írtunk, az aktuális bajnokság résztvevőit félkövéren jelöltük.
2. Tartalmazza a bajnoki rájátszás mérkőzéseit is.
3. A 3-pontos rendszert 1995-ben vezették be.
4. KAMAZ-Csallitól 6 pontot levontak 1997-ben.
5. Tyerektől 6 pontot levontak 2005-ben.

### A bajnokságban legtöbbször szerepelt játékosok
2007. november 12-i állapotnak megfelelően.   
| #  | Játékos              | Mérk. |
| -- | -------------------- | ----- |
| 1  | Valerij Jeszipov     | 390   |
| 2  | Dmitrij Loszkov      | 371   |
| 3  | Szergej Szemak       | 347   |
| 4  | Igor Csugajnov       | 317   |
| 4  | Andrej Tyihonov      | 317   |
| 6  | Jegor Tyitov         | 314   |
| 7  | Jurij Drozdov        | 311   |
| 8  | Jurij Kovtun         | 304   |
| 9  | Alekszandr Filimonov | 295   |
| 10 | Szergej Ovcsinnyikov | 290   |
| 10 | Artur Pagajev        | 290   |

### A bajnokságban legtöbb gólt szerző játékosok
2007. november 12-i állapotnak megfelelően. 
| # | Játékos             | Gól |
| - | ------------------- | --- |
| 1 | Oleg Veretyennyikov | 143 |
| 2 | Dmitrij Loszkov     | 110 |
| 3 | Dmitrij Kiricsenko  | 102 |
| 4 | Andrej Tyihonov     | 91  |
| 5 | Valerij Jeszipov    | 88  |
| 6 | Jegor Tyitov        | 87  |
| 7 | Oleg Tyerjohin      | 84  |
| 8 | Szergej Szemak      | 81  |
| 9 | Roman Pavljucsenko  | 77  |
| 9 | Alekszandr Sirko    | 77  |